# Dejan Damjanović
Dejan Damjanović (Kirin Serbia: Дејан Дамјановић, phát âm [dějan dǎmjanoʋitɕ, - damjǎː-]; sinh ngày 27 tháng 7 năm 1981), thường chỉ biết đến bởi họ Dejan là một cầu thủ bóng đá người Montenegro thi đấu ở vị trí tiền đạo cho câu lạc bộ FC Seoul tại K League Classic.

## Đầu đời
Damjanović sinh ra tại thị trấn Mostar, Bosna và Hercegovina (liên bang Nam Tư cũ) vào ngày 27 tháng 7 năm 1981. Trong cuộc chiến tranh Nam Tư, từ Pančevo đến Beograd.

## Sự nghiệp câu lạc bộ

### Khởi nghiệp
Anh có trận ra mắt cho Sinđelić Beograd năm 1998, ghi 6 bàn trong 21 trận ở mùa giải đầu tiên. Anh chuyển đến FK Železnik năm 2000 và sau đó thi đấu cho FK Radnički Beograd và FK Bežanija tại giải Hạng nhất vô địch Serbia và Montenegro. Trong kỳ chuyển nhượng mùa đông đầu năm 2007, anh chuyển đến câu lạc bộ của Hàn Quốc Incheon United.

### FC Seoul
Damjanović ký hợp đồng gia nhập FC Seoul ngày 7 tháng 12 năm 2007. Anh là cầu thủ ghi bàn cao thứ hai tại K-League năm 2007, 2008 và 2009. Với 23 bàn trong mùa 2011, anh đã trở thành vua phá lưới của giải đấu. Tháng 7 năm 2009, anh lập cú đúp vào lưới Manchester United trong chuyến du đấu châu Á hè của đội bóng nước Anh. Tuy nhiên United đã giành chiến thắng chung cuộc với các bàn thắng của Wayne Rooney, Federico Macheda và Dimitar Berbatov.
Vào tháng 1 năm 2013, IFFHS) đã xếp Damjanović đứng thứ bảy thế giới trong danh sách những chân sút ghi bàn nhiều nhất tại các giải vô địch quốc gia hàng đầu, vượt qua những tên tuổi như Zlatan Ibrahimović, Robin van Persie và Wayne Rooney. Tháng 9 năm 2013, Damjanović lập công ở cả hai lượt đi và về của vòng tứ kết AFC Champions League trước đội bóng cũ của anh là Al-Ahli Jeddah. Anh tiếp tục ghi bàn trong trận bán kết lượt đi gặp Esteghlal.